# Ilek (fournisseur d'énergie)
ilek est un fournisseur et producteur privé français d'énergie pour les particuliers et petites entreprises créé en 2016. Il propose aux consommateurs d'encourager la transition énergétique en soutenant directement des producteurs d'énergie renouvelable injectant dans le réseau français de l'électricité éolienne, hydroélectrique et solaire ou du gaz par méthanisation. Il fait partie des 8 fournisseurs d'électricité français labellisé VertVolt par l'Agence de l'environnement et de la maîtrise de l'énergie (ADEME).

## Historique
ilek est fondée en 2016 par Julien Chardon et Rémy Companyo. La fourniture d'électricité débute en novembre 2016 avec le site d'énergie hydroélectrique de Martial Estebe, dans les Pyrénées. Les premiers producteurs se situent dans le sud de la France. 
En 2018, ilek fait partie des trois fournisseurs d'électricité français classés comme « vraiment verts » par Greenpeace, avec Enercoop et Énergie d'ici. Le fournisseur étend son service à la fourniture de gaz avec une offre de biométhane français injecté dans le réseau national,. ilek s'associe alors à Perpignan Méditerranée Métropole pour commercialiser le biogaz produit par la station d'épuration de la ville.
En avril 2020, ilek dispose d'une certification B Corp comme répondant à des exigences sociétales et environnementales, de gouvernance ainsi que de transparence envers le public. Il intègre également l’indice FT120 initié par la French Tech. 
Le cap des 100 000 clients est franchi en 2021, année durant laquelle ilek est le fournisseur d’énergie présentant le plus bas taux de litige pour 10 000 clients selon le classement du Médiateur National de l’Énergie. L’ADEME octroie le label VertVolt à huit offres fournisseurs d'électricité français, dont ilek.
En 2022, ilek recourt au mécanisme ARENH qui lui assure un accès à de l'électricité produite par EDF à un prix régulé. En raison du contexte de hausse du prix de l'énergie, l'entreprise revient ainsi sur sa promesse d'une véritable électricité verte en recourant à l'énergie nucléaire.
Le cap des 150 000 clients est franchi en 2024. Cette année-là, ilek est lauréat de l'indice Impact40, valorisant les startups les plus prometteuses dans la transition environnementale et sociale. ilek devient également producteur d'hydroélectricité avec l'achat de la centrale hydroélectrique du Moulin de la Louge.